# Tanja Frieden
Tanja Frieden (Berna, 6 de febrero de 1976) es una deportista suiza que compitió en snowboard, especialista en la prueba de campo a través.
Participó en los Juegos Olímpicos de Turín 2006, obteniendo la medalla de oro en la prueba de campo a través. Adicionalmente, consiguió tres medallas en los X Games de Invierno.

## Medallero internacional
| Juegos Olímpicos | Juegos Olímpicos | Juegos Olímpicos | Juegos Olímpicos |
| Año              | Lugar            | Medalla          | Prueba           |
| ---------------- | ---------------- | ---------------- | ---------------- |
| 2006             | Turín (Italia)   | Medalla de oro   | Campo a través   |

| X Games de Invierno | X Games de Invierno    | X Games de Invierno | X Games de Invierno |
| Año                 | Lugar                  | Medalla             | Prueba              |
| ------------------- | ---------------------- | ------------------- | ------------------- |
| 2002                | Aspen (Estados Unidos) | Medalla de bronce   | Campo a través      |
| 2003                | Aspen (Estados Unidos) | Medalla de plata    | Campo a través      |
| 2008                | Aspen (Estados Unidos) | Medalla de plata    | Campo a través      |